# Иванов, Андрей Николаевич
Андре́й Никола́евич Ивано́в (род. 5 февраля 1960, Калуга) — советский российский спортсмен (русские шашки). Победитель чемпионата СССР по русским шашкам (1989), чемпион РСФСР (1986), трёхкратный обладатель Кубка СССР в команде России (1983, 1989, 1992).

## Игровая карьера
На собственном сайте Андрей Иванов пишет о начале своего пути в шашках: «Сколько себя помню, все время я играл». К пяти годам он уже знал правила и играл в шашки с бабушкой, став победителем детсадовского шашечного турнира. После увлечения лёгкой атлетикой в средней школе вернулся к шашкам и в 1974 году выполнил первый и второй разряды по шашкам, а в 1978 году завоевал «бронзу» на юношеском чемпионате РСФСР. Тогда же начал тренироваться у туляка Б. М. Оксмана, который позволил ему не только выйти в финал взрослого чемпионата РСФСР 1978 года, но и занять в нём третье место, получив звание мастера спорта. Позже наставником Иванова стал гроссмейстер Николай Абациев — на тот момент старший тренер по шашкам ВС СССР.
В годы военной службы Иванов выиграл Всеармейский турнир 1980 года по русским шашкам, а через год в Севастополе завоевал звание вице-чемпиона Вооружённых сил СССР. В 1983 году стал чемпионом СССР по шашкам в составе сборной России, несколько раз попадал в финал индивидуального чемпионата СССР, призовых мест, однако, не занимая и гроссмейстером не став, а в 1986 году выиграл в Махачкале индивидуальный чемпионат РСФСР. В 1989 году на чемпионате СССР Иванов в пятый раз за карьеру пробился из отборочного швейцарского турнира в финал, где по круговой системе играли сильнейшие шашисты страны. При этом добился он этого результата в ранге единоличного лидера отбора, набрав 6,5 очков в девяти партиях, в отсутствие Александра Шварцмана опередив на пол-очка экс-чемпиона мира Кандаурова и на целое очко — преследователей-гроссмейстеров Маркиэла Фазылова, Рахунова и Абациева. В финальном турнире он к третьему туру дал себя догнать Кандаурову, но никого из остальных конкурентов вплотную не подпустил, а с Кандауровым шёл синхронно до самого конца, одержав победы в микроматчах над 15-летним чемпионом Белорусской ССР Андреем Валюком и эстонцем Арно Уутмой. В итоге первое место было присуждено ему вместе с Кандауровым, без учёта дополнительных показателей или матча за единоличное первенство.
Иванов вспоминал, что был жестоко разочарован реакцией калужского спортивного начальства, отметившего чемпионское звание земляка почётной грамотой и премией в размере 90 рублей, в то время как в других регионах за такое достижение можно было улучшить жилищные условия или получить постоянную прибавку к зарплате. Всего через два года после завоевания чемпионского титула Иванов расстался с активными шашечными выступлениями и ушёл в бизнес, успев, однако, ещё дважды выиграть со сборной России командный чемпионат СССР (1989 и 1992 годов). Только в 2005 году он вернулся в шашки, поехав на чемпионат мира в Бразилии в качестве тренера Кандаурова.
Проживает в Калуге.
Геннадий Имас отмечает в стиле Иванова «ясную оценку позиции и выдающееся общее мастерство в позиционной игре». Иванов был надёжным игроком, способным защититься в тяжёлых позициях и не рисковавшим сверх необходимого, поэтому проигрывал крайне редко. Сам он цитирует шутку своего друга Кандаурова: «Иванов несколько лет не проигрывает. Правда, и не выигрывает тоже». Крайнюю практичность Иванова за шашечной доской уже в 1978 году, в начале карьеры, отмечал мастер спорта Игорь Колодяжный, уточняя, впрочем, что в повседневной жизни Андрей в то время был «скорее легкомысленным юношей, впрочем вполне контактным и дружелюбным». Сайт «Шашки в России» пишет, что Иванов предположительно был рекордсменом СССР по длине серии беспроигрышных партий — около 300 за более чем два года.